# Anno Domini 925. Kralj Tomislav (oratorij)
Anno Domini 925. Kralj Tomislav oratorij je hrvatskoga skladatelja Mateja Meštrovića posvećen 1100. obljetnici Hrvatskoga Kraljevstva i krunidbi prvoga hrvatskog kralja. Praizvedba ovoga monumentalnoga glazbenog djela održana je 2. srpnja 2025. godine na zagrebačkome Trgu kralja Tomislava u sklopu završne večeri festivala Zagreb Classic.
Skladatelj Matej Meštrović potpisuje i libreto i melodiju oratorija, dok naratorski dio potpisuje Dražen Klarić, glavni urednik Večernjega lista. Tekst naratora na pozornici izgovara glumac Dragan Despot, koji je već ranije tumačio ulogu u Večernjakovu dokumentarno-igranome uratku o kralju Tomislavu.
Oratorij kombinira svjetovne i sakralne aspekte Tomislavova života kroz liturgijske tekstove poput Pater Noster, Dies Irae, Te Deum i Gloria, isprepletane s originalnim dijelovima na hrvatskomu jeziku. Preko sto američkih pjevača iz zbora „Jonathan Griffith Singer” samostalno je naučilo stihove na hrvatskomu jeziku.
Pod dirigentskom palicom američkoga maestra Jonathana Griffitha nastupilo je više od 200 glazbenika. Zbor i orkestar Hrvatskoga narodnog kazališta u Zagrebu pridružili su se američkim pjevačima u toj izvedbi.